# Gashowu
Le gashowu est une langue amérindienne de la famille des langues yokuts parlée aux États-Unis, dans sud de la Californie.

## Classification
Le gashowu, à l'intérieur du yokuts, présente un caractère de transition entre les langues « valley », tels que le yawelmani, le chukchansi, le chawchila, le dumna et les langues « foothill», par exemple, le wikchamni ou le choynimni.

## Grammaire

### Syntaxe
Exemple de phrase en dumna, tiré d'un conte traditionnel, recueilli par Stanley Newman, en 1931 :
ʔamaˑmaw šeleˑlaw šetʰna maˑxiˑni wilši halaˑxin wilši.
Là  sur-le rocher oignon sauvage prend elle dit grimpe elle dit.